# Har Evjatar
Har Evjatar (hebrejsky: הר אביתר) je hora o nadmořské výšce 826 metrů v Izraeli, v Horní Galileji.
Nachází se 2 kilometry severovýchodně od vesnice Dalton a cca 6 kilometrů severně od Safedu. Je součástí masivu Har Dalton tvořeného několika samostatnými vrcholky. Kromě vlastního Har Dalton (874 metrů nad mořem) je to Har Cadok (833 metrů nad mořem). Masiv je jen zčásti zalesněný. Podél jeho jižní strany se táhne údolí vádí Nachal Dalton, do něhož z jižních svahů hory stéká vádí Nachal Evjatar. Na severní straně je hranicí hluboký kaňon vádí Nachal Chacor, s výškovým rozdílem až 400 metrů. Právě nad okrajem prudkého srázu do Nachal Chacor se nachází vrcholek Har Evjatar. Nabízí se z něj kruhový výhled na horu Hermon, Golanské výšiny, Libanon a Horní Galileji.